# Prions en Église
Prions en Église est une revue catholique francophone née au Canada en 1936 sous le nom de Prie avec l’Église. Elle comporte une édition française à partir de 1987, et plusieurs autres versions internationales au XXe siècle.

## Historique
La revue catholique Prie avec l'Église est fondée en 1936 au Canada par l'éditeur Novalis. Elle présente les textes de la messe en latin, comme ils sont dits à l'époque, mais accompagnés de leur traduction en français par le Service d’Apostolat liturgique de l'Université d'Ottawa, à l'initiative d'un prêtre, André Guay.
En 1965, la revue connaît un changement de titre, impulsé par le nouveau souffle du concile Vatican II : Prions en Église. Jusqu’à cette époque, existait seulement une édition dominicale présentant les textes de la liturgie du dimanche. En octobre 1966 apparaît l’édition mensuelle de Prions en Église proposant les textes de la messe du dimanche et des jours de la semaine.
En janvier 1987, le groupe Bayard Presse en achète les droits pour l'Europe, l’Asie, l’Océanie et l’Afrique. L’édition canadienne est adaptée pour la France et connaît un succès « spectaculaire », et c’est ainsi qu’une version européenne voit le jour. 
Selon les chiffres communiqués par l'éditeur, l'édition française de Prions en Église aurait une diffusion à 500 000 exemplaires en 2009,.
Cette revue est toujours publiée par Bayard chaque mois. 
Elle est une des revues qui contribuent « de façon notable » à rendre la prière de nombreux catholiques plus proche de la Bible.
Une version pour plus jeunes, de six à douze ans, est lancée en novembre 2004 sous le titre Prions en Église Junior.

## Critique
Alors que la revue est initialement conçue pour être une aide personnelle à la liturgie et à la préparation de la messe, elle est dans les faits souvent perçue comme un « missel jetable », venant parfois en remplacement du missel romain et autres livres liturgiques tel que le lectionnaire, et sa valeur presque normative est critiquée au sein de l'Église catholique française.